# Neureclipsis exsculpta
Neureclipsis exsculpta là một loài Trichoptera hóa thạch trong họ Polycentropodidae.